# Lapatos
Lapatos (en llatí Lapathus o Lapethus, en grec Λάπαθος) fou una ciutat del nord de Xipre, enfront de la costa de Cilícia (de la ciutat de Nagidos) i a la vora del riu del mateix nom. El seu territori es deia Lapètia (Laphetia, grec Λαπηθία).
La ciutat fou suposadament fundada pels fenicis, i va rebre el seu nom del llegendari Lapathos, seguidor del deu Dionís. Més tard va rebre una colònia espartana (segons Estrabó) dirigida per Praxander.
Fou seu d'un dels principats de l'illa i en la guerra entre Ptolemeu I Sòter i Antíoc I Sòter, el rei de Lapatos, Praxippos, va ser aliat del segon.
"Ser de Lapatos" era equivalent a ser estúpid.
Actualment la ciutat es diu Làpithos (Λάπηθος), en grec i Lapta en turc. Està situada a la República Turca de Xipre del Nord i encara hi queden algunes restes arqueològiques (alguns murs, torres i muralles).